# Liste der US-amerikanischen Meister im Halbweltergewicht (Boxen)
Diese Liste bietet eine Übersicht über alle US-amerikanischen Meister im Halbweltergewicht:
- 1952: Isaac Vaughn
- 1953: J. Curet Alvarez
- 1954: Bobby Shell
- 1955: Robert Cofer
- 1956: Tommy Thomas
- 1957: Vince Shomo
- 1958: Vince Shomo
- 1959: Brian O’Shea
- 1960: Vince Shomo
- 1961: J. Caldwell
- 1962: Jackie Range
- 1963: Harold Finley
- 1964: Freddie Ward
- 1965: Ray Garay
- 1966: James Wallington
- 1967: James Wallington
- 1968: Joe Louis Valdez
- 1969: Rudy Bolds
- 1970: Quincey Daniels
- 1971: Ray Seales
- 1972: Carlos Palomino
- 1973: Randy Shields
- 1974: Ray Leonard
- 1975: Ray Leonard
- 1976: Milton Seward
- 1977: Thomas Hearns
- 1978: Donald Curry
- 1979: Lemuel Steeples
- 1980: Johnny Bumphus
- 1981: James Mitchell
- 1982: Henry Hughes
- 1983: Henry Hughes
- 1984: Elvis Yero
- 1985: Nick Kakouris
- 1986: Nick Kakouris
- 1987: Nick Kakouris
- 1988: Todd Foster
- 1989: Ray Lovato
- 1990: Stevie Johnston
- 1991: Vernon Forrest
- 1992: Shane Mosley
- 1993: Lupe Sauzo
- 1994: Fareed Samad
- 1995: Arturo Ramos
- 1996: Hector Camacho
- 1997: Keith Kemp
- 1999: Ricardo Williams
- 1999: Ricardo Williams
- 2000: Anthony Thompson
- 2001: Rock Allen
- 2002: Rock Allen
- 2003: Lamont Peterson
- 2004: Devon Alexander
- 2005: Karl Dargan
- 2006: Karl Dargan
- 2007: Javier Molina
- 2008: Danny O’Connor
- 2009: Frankie Gomez
- 2010: Pedro Sosa
- 2011: Semajay Thomas
- 2012: Jamel Herring
- 2013: Jose Alday
- 2014: Abraham Nova
- 2015: Luis Feliciano
- 2016: Freudis Rojas